# Lafrans Botvidsson
Lafrans Botvidsson var en gotländsk byggmästare och skulptör under 1200-talet.

## Biografi
Lafrans namn är känt genom en runinskrift i Hellvi kyrka, lafranz botuiðar sun maistera gerði kirkiu pisa: af yskilaim, vilken av Otto von Friesen uttolkades som Lafranz, son av mästaren Botvid, från Eskelhem, gjorde denna kyrka. Med utgångspunkt från stilen i Hellvi kyrka har man skapat konstnärsgruppen Dominicophilus, bland vilka Lafrans Botvidsson antas ha varit den främste.
Hans far, mäster Botvid, hade troligen samma yrke som sonen. Lafrans Botvidsson har antagits även varit Baltikum. Utöver Hellvi har Hellvi kyrkas stil spårats i Hejnums, Othem, Dalhem, Lau och Klinte kyrkor.
En smäcker och spänstig gotisk form präglar hans kolonner, valv, portaler, snidade bänkar m. m.